# Ajn at-Tina (Damaszek)
Ajn at-Tina (arab. عين التينة) – miejscowość w Syrii, w muhafazie Damaszek. W 2004 roku liczyła 3206 mieszkańców.